# Roeselaarse stadsbus
Het stadsbusnet van Roeselare wordt geëxploiteerd door Coach Partners NV in opdracht van de Vlaamse Vervoermaatschappij De Lijn. Het stadsnet omvat 4 lijnen.

## Geschiedenis
Vóór 2000 bestond het Roeselaarse stadsnet enkel uit een Noord-Zuidlijn. Sinds december 2000 werden in het kader van het Decreet Basismobiliteit vier nieuwe stadslijnen in het leven geroepen. Op basis van de jaarlijkse evaluatie door de openbaar vervoerscommissie werd in januari 2004 de reisweg van stadslijn 1 verder gewijzigd en werden de avondlijnen Noord en Zuid gestart op vrijdag-, zaterdag- en zondagavond. Omwille van groeiend succes van de stadslijnen werd het net in 2007 verder uitgebreid tot 7 lijnen, maar wegens besparingen per 1 juli 2012 weer gereduceerd tot 5 lijnen. De avondlijnen werden eerder al afgeschaft. In 2022 werd lijn 4 afgeschaft en bestaat het stadsnet uit nog slechts vier lijnen. 

## Stadslijnen
| Lijn | Traject                                      |
| ---- | -------------------------------------------- |
| 1    | Station - Leeuwerikstraat - Hallen - Station |
| 2    | Station - Wijnendale - Beveren - Kapelhoek   |
| 5    | Station - Sneyssensstraat - Nieuw Kerkhof    |
| 6    | Station - Rumbeke - Oekene                   |

| Lijn | Traject                      |
| ---- | ---------------------------- |
| 3    | Station - Hallen             |
| 4    | Station - Batavia - AZ Delta |
| 7    | Station - Rumbeke Dorp       |

## Centrale ring
Elke buslijn doet in Roeselare een centrale ronde. Hierdoor krijgt het centrum een vijfminutenfrequentie. De hoofdbushalte ligt aan het station Roeselare. 

## Wagenpark
De bussen zijn eigendom van Coach Partners NV, een exploitant die het stadsnet rijdt in opdracht van de Vlaamse Vervoermaatschappij De Lijn. Zij zijn uitsluitend van het merk Mercedes-Benz. De eerste maanden na het opstarten van het stadsnet in Roeselare in 2000 reden enkele huurbusjes (Mercedes-Benz Vario, Mercedes-Benz Sprinter, Jonckheere Transcity). Daarna reden zes jaar 10 Cito's op het stadsnet, die in de loop van 2007, bij de uitbreiding van het stadsnet, vervangen werden door 13 Citaro K. Sinds 2010 werden enkele ritjes op lijn 3 in de spitsuren uitgevoerd door 1 Mercedes-Benz Sprinter. Deze bus is echter in 2013 buiten dienst gegaan.

### Huidig wagenpark
Hieronder een overzicht van de huidige bussen die bij Coach Partners NV op de stadsdienst rijden.
| Serie                                                  | Aantal | Fabrikant              | Type      | Opmerking |
| ------------------------------------------------------ | ------ | ---------------------- | --------- | --------- |
| 500101 - 500102 500105 500108 - 500109 500111 - 500113 | 8      | Mercedes-Benz (Evobus) | Citaro K  |           |
| 500115                                                 | 1      | VDL Bus & Coach        | Citea SLE |           |

### Voormalig wagenpark
Hieronder een overzicht van de voormalige bussen die bij Coach Partners NV (en diens voorgangers) op de stadsdienst reden.
| Serie                                  | Aantal | Fabrikant              | Type     | Opmerking |
| -------------------------------------- | ------ | ---------------------- | -------- | --- |
| 500101 - 500110                        | 10     | Mercedes-Benz (Evobus) | Cito     | Kwamen in dienst bij De Laere, Popelier & Desmet Partners 500101, 500103, 500104, 500105, 500107, 500108 en 500110 zijn verkocht en zijn omgenummerd naar 303541, 303543, 303542, 303547, 303545, 303544 en 303546 (in die volgorde) |
| 500103 - 500104 500106 - 500107 500110 | 5      | Mercedes-Benz (Evobus) | Citaro K | |
| 500114                                 | 1      | Mercedes-Benz (Joost)  | Sprinter | Omgenummerd naar 502002 |